# Noordelijke grenadier
De noordelĳke grenadier (Macrourus berglax) is een straalvinnige vis uit de familie van rattenstaarten (Macrouridae), orde van kabeljauwachtigen (Gadiformes). De vis kan een lengte bereiken van 110 cm. De hoogst geregistreerde leeftijd is 25 jaar. 

## Leefomgeving
Macrourus berglax is een zoutwatervis. De vis prefereert een gematigd klimaat en leeft hoofdzakelijk in de Atlantische Oceaan. De diepteverspreiding is 100 tot 1000 m onder het wateroppervlak. 

## Relatie tot de mens
Macrourus berglax is voor de visserij van aanzienlijk commercieel belang. In de hengelsport wordt er weinig op de vis gejaagd. 